# Церковь Покрова Пресвятой Богородицы (Серафимович)
Церковь Покрова Пресвятой Богородицы — православный храм в городе Серафимович Волгоградской области, построенный в 1896 году по проекту архитектора П. С. Студеникина в русском стиле.

## История
Церковь Покрова Пресвятой Богородицы в станице Усть-Медведицкая (ныне город Серафимович) была построена в конце XIX века. Заготовка строительного материала началась зимой 1894—1895 годов, а само строительство было решено начать не ранее весны 1896 года. Первый камень под восточную часть храма был заложен 4 июня 1896 года рядом с духовным училищем. Церемонию закладки провел смотритель училища по благословению Донского архиепископа Афанасия и при содействии местного начальника края, генерал-майора Х. В. Пономарёва. Автором проекта стал ведущий архитектор Войска Донского, выпускник Академии художеств П. С. Студеникин, известный своими работами в русском стиле.

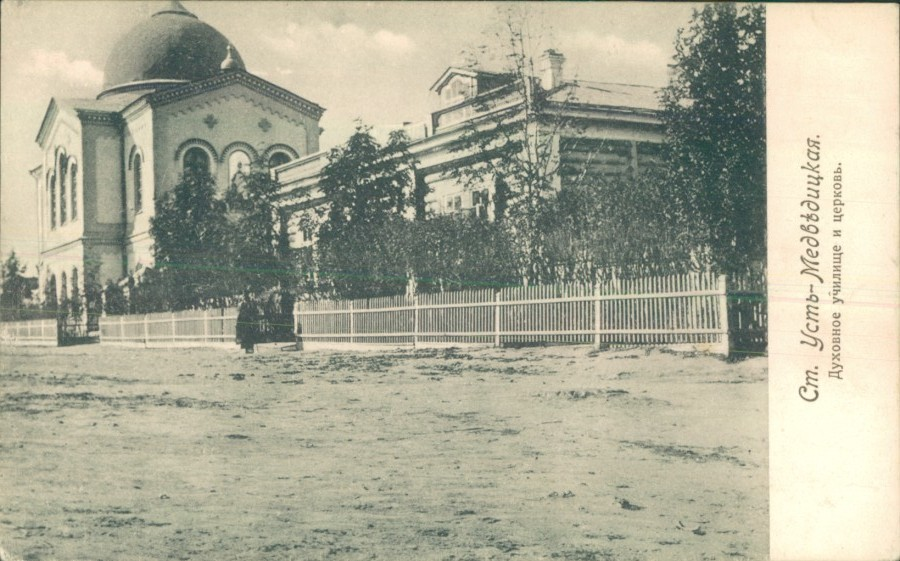
Духовное училище и Покровская (Троицкая) церковь в начале XX века

Торжественное освящение храма состоялось 3 октября 1896 года под руководством смотрителя духовного училища, протоиерея Григория Максимова. Покровский храм, расположенный на втором этаже здания, служил домовым храмом училища, в то время как на первом этаже размещались актовый зал и училищная библиотека.
После закрытия духовного училища в 1920 году храм был передан местной приходской общине и оставался действующим до 1930 года. В 1940-х годах здание подверглось значительным изменениям: с купола был снят крест и установлен флюгер, а внутреннее пространство храма переоборудовано под эстраду для летних гастролей цирковых артистов, фокусников и жонглеров. Здесь же проводились лекции на антирелигиозные темы. В 1950-х годах роспись храма еще сохранялась, однако впоследствии здание было перепрофилировано под пуговичную фабрику. После закрытия фабрики храм пришел в запустение: местные жители разбирали двери, рамы, доски и брусья, а в результате неосторожного обращения с огнем интернатскими учениками сгорел купол.
В 1993 году здание было возвращено Русской православной церкви. Восстановительные работы начались трудами прихожан церкви Воскресения Христова и её настоятеля, протоиерея Александра Кулькина. Был установлен новый купол, огорожена территория, начат внутренний ремонт. В 2012 году храм был передан Усть-Медведицкому Спасо-Преображенскому женскому монастырю в качестве подворья. За три года под руководством настоятельницы монастыря, игуменьи Георгии, был обновлен купол, проведена роспись и подготовка к освящению верхнего Троицкого храма, а также благоустроена прилегающая территория.

## Архитектурные особенности
Храм Покрова Пресвятой Богородицы представляет собой яркий пример культовой архитектуры Волго-Донского междуречья в русском стиле. Здание, спроектированное архитектором П. С. Студеникиным, имеет крестообразный план с куполом, установленным на низком широком барабане. Алтарь и трапезная выполнены в форме прямоугольников. Все фасады здания завершаются щипцами, а углы стен каждого этажа отмечены лопатками, которые сливаются с декоративными поясками под междуэтажными и завершающим карнизами.
Декоративное оформление фасадов выдержано в русском стиле и включает такие элементы, как бровки над окнами, поребрик, кресты различной величины в верхней части здания, а также арочный и зубчатый пояса. Художественная выразительность внешнего облика храма во многом обусловлена группировкой оконных проемов и их обрамлением. Особое внимание уделено качеству кирпичной кладки, которая отличается высоким уровнем исполнения.
Внутреннее пространство храма разделено на два этажа: на втором этаже находился Покровский домовый храм, а на первом — актовый зал и училищная библиотека. В ходе реставрационных работ в XXI веке была восстановлена роспись верхнего храма, посвященного Святой Троице, что придало зданию дополнительную художественную ценность.